# Лю Цзиньго
Лю Цзиньго (кит.:刘金国; пиньинь: Лю Цзиньго; родился в апреле 1955 года, уезд Чанли, провинция Хэбэй, КНР, ханьский китаец) — политик КНР, член Секретариата ЦК КПК 20-го созыва, заместитель секретаря Центральной комиссии по проверке дисциплины, глава Государственного надзорного комитета (ГНК) КНР.

## Биография
Лю Цзиньго родился в уезде Чанли города Циньхуандао провинции Хэбэй. Он был вторым из шести детей в крестьянской семье.
Окончив среднюю школу в 1974 году, он вернулся на родину и занялся сельским хозяйством. Одновременно он занял должность заместителя командира роты милиции.
После вступления в Коммунистическую партию Китая в 1975 году, он последовательно занимал должности секретаря партийного комитета деревни, заместителя секретаря и секретаря парткома коммуны.
В сентябре 1983 года Лю поступил в партийную школу при комитете КПК провинции Хэбэй, окончив которую, он через два года вернулся в уезд Чанли и занял должность заместителя секретаря рабочего комитета Лютайчжуан. Затем стал заместителем партийного руководителя и губернатором района Шаньхайгуань, а впоследствии генеральным секретарем городского партийного комитета Циньхуандао.
В мае 1992 года Лю Цзиньго занял должность директора Бюро общественной безопасности, а в ноябре 1994 года стал членом Постоянного комитета муниципального комитета Циньхуандао, заместителем мэра и директором общественной безопасности.
В августе 1995 года был переведен на должность заместителя директора департамента общественной безопасности провинции Хэбэй.
В январе 2002 года его повысили до секретаря комитета по политическим и правовым вопросам провинциального комитета Коммунистической партии Китая в провинции Хэбэй, а в декабре — члена постоянного комитета той же организации, а также секретаря комитета по политическим и правовым вопросам.
С марта 2005 года Лю работал в должности заместителя министра общественной безопасности, отвечая за расследование экономических преступлений, был членом парткома, а в августе 2009 года стал секретарём комиссии по проверке дисциплины.
После землетрясения в Вэньчуани в 2008 году Лю Цзиньго руководил мобилизацией и деятельностью более чем 20 000 спасателей сил общественной безопасности по всей стране. Отвечал за спасательные работы после разлива нефти в Даляне в 2010 году. В 2011 году был выбран Центральным радио и телевидением Китая Человеком года.
В 2012 году был избран членом Комиссии по проверке дисциплины на XVIII Всекитайском съезде КПК.
В январе 2014 года возглавил руководящую группу центрального правительства КНР по вопросам предупреждения и принятия мер в отношении деятельности сект, а в феврале стал директором управления Государственного совета по профилактике и решению вопросов культов.
В 2014 году стал заместителем секретаря Центральной комиссии КПК по проверке дисциплины, а в марте 2018 года, после создания Государственного надзорного комитета, был также назначен заместителем главы нового антикоррупционного ведомства.
В октябре 2017 года был избран членом Центрального комитета КПК 19-го созыва.
С октября 2022 года — член Секретариата ЦК КПК 20-го созыва, заместитель секретаря Центральной комиссии КПК по проверке дисциплины, заместитель директора Государственного надзорного комитета.
В марте 2023 года занял пост главы Государственного надзорного комитета.